# Rada Ministrów Republiki Białorusi
Rada Ministrów Republiki Białorusi (biał. Совет Министров Республики Беларусь) – jeden z organów władzy wykonawczej Republiki Białorusi; kolegialny centralny organ władzy państwowej.

## Tworzenie i odwołanie
Na podstawie z art. 106 Konstytucji Republiki Białorusi i zgodnie z art. 19 ustawy z dnia 7 lipca 1998 roku o Radzie Ministrów Republiki Białorusi, Prezydent Republiki Białorusi, po uzyskaniu zgody Izby Reprezentantów Republiki Białorusi, wyznacza Prezesa Rady Ministrów Republiki Białorusi. Decyzję w sprawie udzielenia zgody Izba musi podjąć najpóźniej w terminie 14 dni od dnia złożenia wniosku przez Prezydenta. W przypadku dwukrotnej odmowy udzielenia zgody przez Izbę, Prezydent ma prawo mianować kandydata wybranego przez siebie, rozwiązać Izbę i rozpisać nowe wybory.
Mianowanie i odwoływanie Prezesa Rady Ministrów RB, jego Zastępców oraz ministrów należy do wyłącznych kompetencji Prezydenta RB. Prezydent nie wydaje jednego aktu prawnego o powołaniu Rady Ministrów RB, ograniczając się do przeprowadzania zmian w składzie Rady Ministrów RB. Dokonuje ich w formie wydania ukazów (rozporządzeń), każdorazowo dotyczących odwołania lub powołania jednego członka Rady Ministrów. Stąd bieżący skład Rady Ministrów regulowany jest wieloma ukazami (rozporządzeniami) prezydenckimi.
Rada Ministrów podaje się do dymisji w przypadku wyboru Prezydenta RB. Cała Rada Ministrów RB oraz jej poszczególni członkowie mogą dobrowolnie podać się do dymisji. Ponadto, Rada Ministrów podaje się do dymisji w przypadku uchwalenia wotum nieufności przez Izbę Reprezentantów RB. Prezes Rady Ministrów RB może również postawić wniosek o udzielenie kierowanej przez niego Radzie Ministrów wotum zaufania. Jego nieuchwalenie skutkuje alternatywą: Prezydent albo udziela dymisji Radzie Ministrów, albo rozwiązuje Izbę Reprezentantów. Ponadto, Prezydent dysponuje prawem zdymisjonowania całej Rady Ministrów i poszczególnych jej członków z własnej inicjatywy, w dowolnym momencie.

## Organizacja
Prezes Rady Ministrów w terminie dwóch miesięcy od powołania przedstawia parlamentowi program działania, które może zostać przez niego przyjęte lub odrzucone. W tym drugim przypadku, ma obowiązek przedstawić nowy program działania w terminie kolejnych dwóch miesięcy.
Rada Ministrów RB obraduje na posiedzeniach, organizowanych w razie konieczności, nie rzadziej niż raz na trzy miesiące. Kworum niezbędne do prawomocności podjętych uchwał to połowa jej składu. Prezes Rady Ministrów RB kieruje pracami Rady Ministrów RB, przewodniczy jej posiedzeniom i podpisuje jej uchwały.

## Kompetencje
Głównym aktem prawnym regulującym kompetencje Rady Ministrów RB jest wspomniana wyżej Konstytucja RB. Na jej podstawie, Rada Ministrów w szczególności:
- kieruje pracą podporządkowanych mu organów władzy,
- opracowuje i realizuje główne kierunki polityki zagranicznej i wewnętrznej,
- opracowuje projekt budżetu państwa,
- podejmuje środki w celu zapewnienia praw i wolności obywateli, ochrony interesów państwa, bezpieczeństwa narodowego i obrony, ochrony mienia i porządku publicznego, zwalczania przestępczości,
- zapewnia wykonanie Konstytucji RB, ustaw i dekretów, ukazów (rozporządzeń) i zarządzeń Prezydenta RB,
- wykonuje inne czynności na podstawie Konstytucji RB, ustaw i ukazów (rozporządzeń) prezydenckich.

Przepisy Konstytucji RB uszczegóławia w tym zakresie wspomniana ustawa o Radzie Ministrów Republiki Białorusi.

## Urząd Rady Ministrów
Do organizacyjno-technicznej obsługi Rady Ministrów powołany jest Urząd Rady Ministrów, którego statut zatwierdza Rada Ministrów. Szefa Urzędu Rady Ministrów mianuje i odwołuje Rada Ministrów, w uzgodnieniu z Prezydentem Republiki Białorusi.
Odpowiednikiem w Rzeczypospolitej Polskiej jest Kancelaria Prezesa Rady Ministrów.

## Lista ministerstw
- Ministerstwo Rolnictwa i Żywności
- Ministerstwo Architektury i Budownictwa
- Ministerstwo Łączności i Informatyzacji
- Ministerstwo Kultury
- Ministerstwo Obrony
- Ministerstwo Gospodarki
- Ministerstwo Oświaty
- Ministerstwo ds. Sytuacji Nadzwyczajnych
- Ministerstwo Energetyki
- Ministerstwo Finansów
- Ministerstwo Spraw Zagranicznych
- Ministerstwo Leśnictwa
- Ministerstwo Ochrony Zdrowia
- Ministerstwo Gospodarki Mieszkaniowo-Komunalnej
- Ministerstwo Przemysłu
- Ministerstwo Informacji
- Ministerstwo Spraw Wewnętrznych
- Ministerstwo Sprawiedliwości
- Ministerstwo Pracy i Opieki Społecznej
- Ministerstwo Zasobów Naturalnych i Ochrony Środowiska
- Ministerstwo Podatków i Opłat
- Ministerstwo Regulacji Antymonopolowej i Handlu
- Ministerstwo Transportu i Komunikacji
- Ministerstwo Sportu i Turystyki
- Ministerstwo Zasobów Naturalnych i Ochrony Środowiska

## Rządy

### Białoruska Republika Ludowa
- Rząd Jazepa Waronka
- Rząd Romana Skirmunta
- Rząd Antona Łuckiewicza
- Rząd Wacłaua Łastouskiego
- Rząd Alaksandra Ćmikiewicza

### Białoruska Socjalistyczna Republika Radziecka
- Rząd Zmiciera Żyłunowicza
- Rząd Alaksandra Miasnikou
- Rząd Jazepa Adamowicza
- Rząd Mikałaja Haładzieda
- Rząd Apanasa Kawaliou
- Rząd Kuźma Kisialiou
- Rząd Iwana Bylinskiego
- Rząd Pantielejmona Ponomarienki
- Rząd Aliaksieja Kliaszczou
- Rząd Kiryła Mazurau
- Rząd Mikałaja Auchimowicza
- Rząd Cichana Kisialiou
- Rząd Alaksandra Aksionau
- Rząd Władimira Browikowa
- Rząd Michaiła Kawaliou

### Republika Białorusi
- Rząd Wiaczasłaua Kiebicza
- Pierwszy rząd Michaiła Czyhira
- Drugi rząd Michaiła Czyhira
- Rząd Siarhieja Linha
- Rząd Uładzimira Jarmoszyna
- Rząd Hienadźa Nawickiego
- Rząd Siarhieja Sidorskiego
- Rząd Michaiła Miasnikowicza
- Rząd Andreja Kabiakouwa
- Rząd Siarhieja Rumasa